# Canton d'Autize-Égray
Le canton d'Autize-Égray est une circonscription électorale française du département des Deux-Sèvres.

## Histoire
Un nouveau découpage territorial des Deux-Sèvres entre en vigueur à l'occasion des premières élections départementales suivant le décret du 18 février 2014. Les conseillers départementaux sont, à compter de ces élections, élus au scrutin majoritaire binominal mixte. Les électeurs de chaque canton élisent au Conseil départemental, nouvelle appellation du Conseil général, deux membres de sexe différent, qui se présentent en binôme de candidats. Les conseillers départementaux sont élus pour 6 ans au scrutin binominal majoritaire à deux tours, l'accès au second tour nécessitant 12,5 % des inscrits au 1er tour. En outre la totalité des conseillers départementaux est renouvelée. Ce nouveau mode de scrutin nécessite un redécoupage des cantons dont le nombre est divisé par deux avec arrondi à l'unité impaire supérieure si ce nombre n'est pas entier impair, assorti de conditions de seuils minimaux. Dans les Deux-Sèvres, le nombre de cantons passe ainsi de 33 à 17.
Le canton d'Autize-Égray est formé de 27 communes en provenance des anciens cantons de Coulonges-sur-l'Autize (14 communes), de Champdeniers-Saint-Denis (9 communes), de Saint-Maixent-l'École-1 (1 commune) et de Niort-Nord (3 communes). Il est entièrement inclus dans l'arrondissement de Niort. Le bureau centralisateur est situé à Coulonges-sur-l'Autize.
À la suite de la création dans les Deux-Sèvres, à partir de 2015, de plusieurs communes nouvelles, la liste des communes de plusieurs cantons est actualisée par un décret du 7 novembre 2019. Celui-ci compte dès lors 26 communes.

## Représentation
| Période élective | Période élective | Mandat | Mandat   | Identité              | Nuance | Nuance | Qualité |
| ---------------- | ---------------- | ------ | -------- | --------------------- | ------ | ------ | --- |
| 2015             | 2021             | 2015   | 2021     | René Bauruel          |        | DVD    | Cadre informatique Maire de Saint-Maixent-de-Beugné (2001-2020)                                                                                          |
| 2015             | 2021             | 2015   | 2021     | Marie-Pierre Missioux |        | DVD    | Cadre informatique Maire de Cherveux Suppléante du sénateur Philippe Mouiller 10e vice-présidente, chargée des Systèmes et du développement informatique |
| 2021             | 2028             | 2021   | en cours | René Bauruel          |        | DVD    | Conseiller sortant |
| 2021             | 2028             | 2021   | en cours | Marie-Pierre Missioux |        | DVD    | Conseillère sortante, 2e vice-présidente chargée de l'Ingénierie des projets touristiques Présidente de l'association des maires des Deux-Sèvres         |

### Résultats détaillés

#### Élections de mars 2015
À l'issue du 1er tour des élections départementales de 2015, deux binômes sont en ballottage : René Bauruel et Marie-Pierre Missioux (Union de la Droite, 38,55 %) et Joël Morin et Béatrice Raymond (Union de la Gauche, 28,19 %). Le taux de participation est de 50,88 % (8 041 votants sur 15 803 inscrits) contre 50,44 % au niveau départemental et 50,17 % au niveau national.
Au second tour, René Bauruel et Marie-Pierre Missioux (Union de la Droite) sont élus avec 56,12 % des suffrages exprimés et un taux de participation de 50,61 % (4 097 voix pour 7 997 votants et 15 800 inscrits).

#### Élections de juin 2021
Le premier tour des élections départementales de 2021 est marqué par un très faible taux de participation (33,26 % au niveau national). Dans le canton d'Autize-Égray, ce taux de participation est de 33,25 % (5 397 votants sur 16 234 inscrits) contre 32,03 % au niveau départemental. À l'issue de ce premier tour, deux binômes sont en ballottage : René Bauruel et Marie-Pierre Missioux (Union au centre et à droite, 42,69 %) et Guillaume Dumoulin et Stéphanie Dupont (Union à gauche avec des écologistes, 19,78 %).
Le second tour des élections est marqué une nouvelle fois par une abstention massive équivalente au premier tour. Les taux de participation sont de 34,36 % au niveau national, 31,89 % dans le département et 31,64 % dans le canton d'Autize-Égray. René Bauruel et Marie-Pierre Missioux (Union au centre et à droite) sont élus avec 66,19 % des suffrages exprimés (3 125 voix pour 5 137 votants et 16 236 inscrits),,.

## Composition
Lors du redécoupage de 2014, le canton d'Autize-Égray comprenait vingt-sept communes entières.
À la suite de la création de la commune nouvelle de Beugnon-Thireuil au 1er janvier 2019, le canton comprend désormais vingt-six communes entières.
| Nom                                            | Code Insee | Intercommunalité     | Superficie (km2) | Population (dernière pop. légale) | Densité (hab./km2) | Modifier                                    |
| ---------------------------------------------- | ---------- | -------------------- | ---------------- | --------------------------------- | ------------------ | ------------------------------------------- |
| Coulonges-sur-l'Autize (bureau centralisateur) | 79101      | CC Val-de-Gâtine     | 18,87            | 2 341 (2022)                      | 124                | modifier les données · modifier les données |
| Ardin                                          | 79012      | CC Val-de-Gâtine     | 29,59            | 1 249 (2022)                      | 42                 | modifier les données · modifier les données |
| Béceleuf                                       | 79032      | CC Val-de-Gâtine     | 19,04            | 760 (2022)                        | 40                 | modifier les données · modifier les données |
| Beugnon-Thireuil                               | 79077      | CC Val-de-Gâtine     | 33,42            | 736 (2022)                        | 22                 | modifier les données · modifier les données |
| Le Busseau                                     | 79059      | CC Val-de-Gâtine     | 27,65            | 734 (2022)                        | 27                 | modifier les données · modifier les données |
| Champdeniers                                   | 79066      | CC Val-de-Gâtine     | 21,81            | 1 791 (2022)                      | 82                 | modifier les données · modifier les données |
| La Chapelle-Bâton                              | 79070      | CC Val-de-Gâtine     | 16,93            | 415 (2022)                        | 25                 | modifier les données · modifier les données |
| Cherveux                                       | 79086      | CC Haut Val de Sèvre | 22,25            | 1 867 (2022)                      | 84                 | modifier les données · modifier les données |
| Cours                                          | 79104      | CC Val-de-Gâtine     | 14,92            | 544 (2022)                        | 36                 | modifier les données · modifier les données |
| Faye-sur-Ardin                                 | 79117      | CC Val-de-Gâtine     | 15,03            | 658 (2022)                        | 44                 | modifier les données · modifier les données |
| Fenioux                                        | 79119      | CC Val-de-Gâtine     | 33,65            | 643 (2022)                        | 19                 | modifier les données · modifier les données |
| Germond-Rouvre                                 | 79133      | CA du Niortais       | 17,88            | 1 180 (2022)                      | 66                 | modifier les données · modifier les données |
| Pamplie                                        | 79200      | CC Val-de-Gâtine     | 12,29            | 256 (2022)                        | 21                 | modifier les données · modifier les données |
| Puihardy                                       | 79223      | CC Val-de-Gâtine     | 1,18             | 63 (2022)                         | 53                 | modifier les données · modifier les données |
| Saint-Christophe-sur-Roc                       | 79241      | CC Val-de-Gâtine     | 10,96            | 566 (2022)                        | 52                 | modifier les données · modifier les données |
| Saint-Laurs                                    | 79263      | CC Val-de-Gâtine     | 8,14             | 614 (2022)                        | 75                 | modifier les données · modifier les données |
| Saint-Maixent-de-Beugné                        | 79269      | CC Val-de-Gâtine     | 11,02            | 418 (2022)                        | 38                 | modifier les données · modifier les données |
| Saint-Maxire                                   | 79281      | CA du Niortais       | 14,41            | 1 316 (2022)                      | 91                 | modifier les données · modifier les données |
| Saint-Pompain                                  | 79290      | CC Val-de-Gâtine     | 24,28            | 954 (2022)                        | 39                 | modifier les données · modifier les données |
| Saint-Rémy                                     | 79293      | CA du Niortais       | 13,64            | 1 090 (2022)                      | 80                 | modifier les données · modifier les données |
| Sainte-Ouenne                                  | 79284      | CC Val-de-Gâtine     | 11,58            | 772 (2022)                        | 67                 | modifier les données · modifier les données |
| Sciecq                                         | 79308      | CA du Niortais       | 4,33             | 663 (2022)                        | 153                | modifier les données · modifier les données |
| Scillé                                         | 79309      | CC Val-de-Gâtine     | 11,43            | 359 (2022)                        | 31                 | modifier les données · modifier les données |
| Surin                                          | 79320      | CC Val-de-Gâtine     | 13,61            | 649 (2022)                        | 48                 | modifier les données · modifier les données |
| Villiers-en-Plaine                             | 79351      | CA du Niortais       | 27,89            | 1 800 (2022)                      | 65                 | modifier les données · modifier les données |
| Xaintray                                       | 79357      | CC Val-de-Gâtine     | 11,15            | 238 (2022)                        | 21                 | modifier les données · modifier les données |
| Canton d'Autize-Égray                          | 7901       |                      | 446,95           | 22 676 (2022)                     | 51                 | modifier les données                        |

## Démographie
En 2022, le canton comptait 22 676 habitants, en évolution de +1,3 % par rapport à 2016 (Deux-Sèvres : +0,18 %, France hors Mayotte : +2,11 %).
| 2013   | 2018   | 2022   |
| ------ | ------ | ------ |
| 22 123 | 22 543 | 22 676 |